# 산경십서

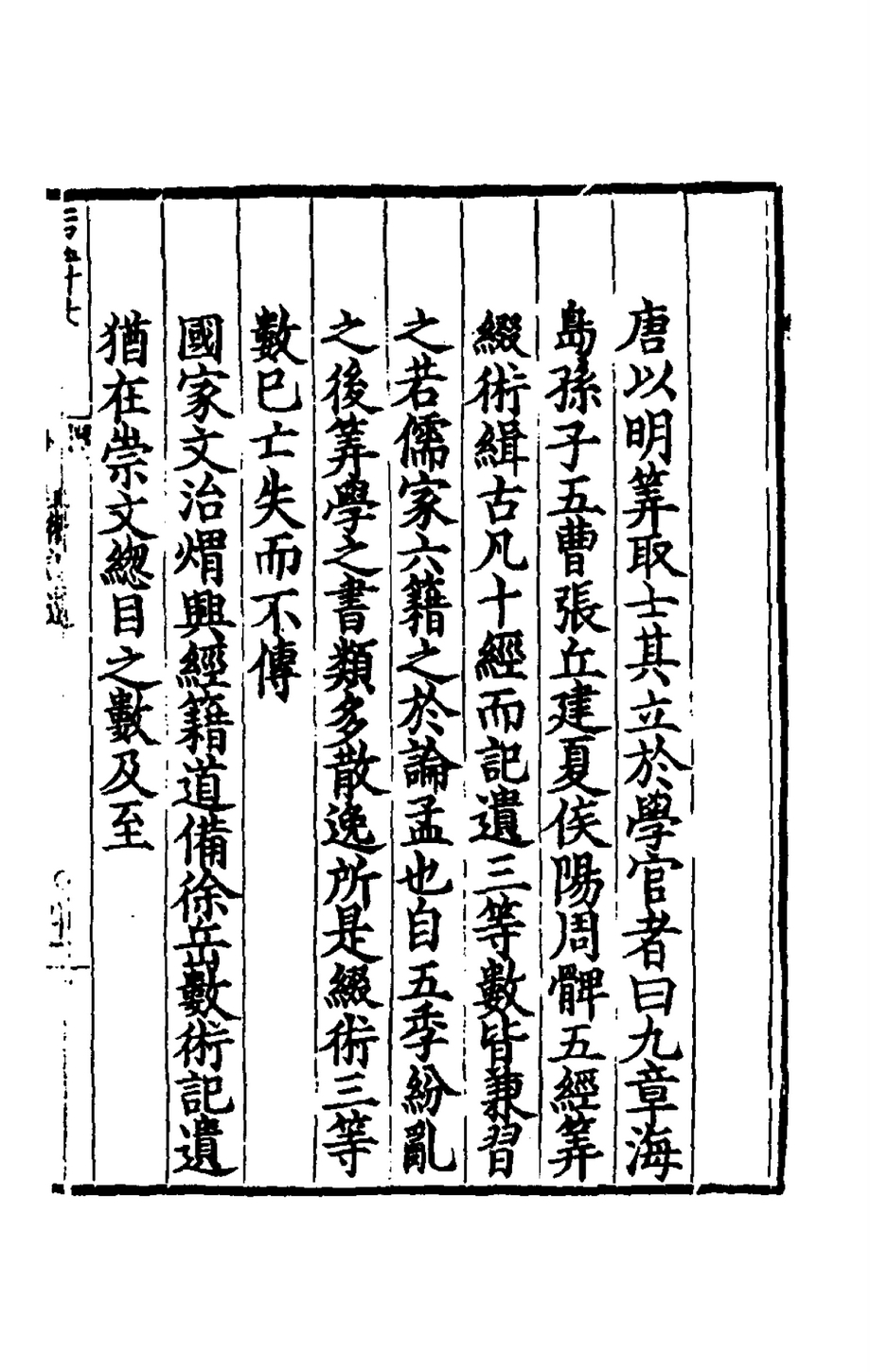
서악의 수술기유에 열거된 산경십서의 이름들

산경십서(算經十書)는, 중국의 한, 당 이래로 전해 내려오는 주요 수학 서적 10권의 총칭이다. 명 왕조 초기 엄공(嚴恭)이 자신의 저서 《통원산법》(通源算法)에서 처음으로 이들 10종의 서적을 아울러 십경이라고 불렀고, 명 말기 정대위(程大位)가 《산법통종》(算法统宗)에서 이를 십서라 칭하였다. 청대 대진(戴震)이 교감을 행하여 사돈가인 곡부의 공계함(孔繼涵)이 1777년에 활자로 찍어냈는데, 이때 처음으로 '산경십서'라는 통칭을 사용하게 되었다. 근대에 이르러 1963년에 첸바오충(钱宝琮)이 산경십서를 교점하였다.
첸바오충이 교점한 산경십서에는 《주비산경》(周髀算经), 《구장산술》(九章算術), 《해도산경》(海岛算经), 《손자산경》(孙子算经), 《장구건산경》(张邱建算经), 《오조산경》(五曹算经), 《오경산술》(五经算术), 《집고산경》(缉古算经)에 부록으로 《수술기유》(数术记遗)와 하후양산경(夏侯阳算经)이 더해졌다. 1998년, 궈수춘(郭书春)과 리우춘(刘纯)이 다시 산경십서에 대한 교점을 행하였으며, 이때 순서는 첸바오충이 교점한 것을 그대로 따랐다.
단 10종의 서적만으로 중국 한, 당 시대의 모든 수학 지식을 요약할 수는 없지만, 고대 중국 수학사 연구 및 성과 업적을 볼 수 있는 자료로 꼽힌다.

## 역사
당 태종 때의 학자 이순풍(李淳風) 등이 10부의 산경에 주해를 붙여 당 고종 현경 원년(656)에 그것을 완성했다. 완성한 저술은 국자감(国子监)의 산학관의 교재 및 산관을 뽑는 명산과(明算科) 시험 문제 출제에 사용되었다. 다만 당대의 산학십서는 후대의 산학십서와는 달랐다. 서악(徐岳)의 《수술기유》에 따르면 이순풍이 주해한 10부 산경이란 《주해》(周髀), 《구장》(九章), 《해도》(海岛), 《손자》(孙子), 《장구건》(张邱建), 《오조》(五曹), 《오경》(五经), 《집고》(缉古), 《철술》(綴術) 그리고 하후양산경이었다.
북송 시대 중국에서 인쇄술이 발달함에 따라, 원풍 7년(1084) 송 신종의 명으로 이들 십서를 비서성에서 새로 중간하였다. 이들 십서 가운데 당의 하후양이 썼다고 알려진 《하후양산경》은 북송 시대에는 이미 소실되어 원풍 9년(1084년)에 간행된 《하후양산경》은 그 내용 일부가 후대의 위서였다. 한연(韓延)이 일찍이 《산서》 3권을 지으면서 책의 첫머리에 "하후양은 말했다"(夏侯阳曰)라고 썼는데, 구양수가 《신당서》를 편찬하면서 이걸 제대로 살피지 않고 한연의 저술에 《하후양산경》이 있는 줄 착각했고, 이로 인해서 북송 시대 《산경십서》의 중각본에는 한연이 《산경》과 《하후양산경》을 지었다고 썼다.
남송 태생인 포한지(鮑澣之)가 송 영종 가정 6년(1213)에 이들 서적들을 번각할 때 항주(杭州) 칠보산(七宝山)의 영수관(宁寿观)에서 소장하고 있던 장서 가운데 서악이 지은 《수술기유》를 찾아냈다. 《수술기유》는 당대에 사용된 서적 가운데 하나로 그 일부가 함께 출간되었다.
명대 편찬된 《영락대전》에는 《주비산경》, 《구장산술》, 《음의》, 《해도산경》, 《손자산경》, 《오조산경》, 《오경산술》, 《하후양산경》이 들어 있고, 《수술기유》는 《비책회함》(秘册汇函) 총서에 수록되었다.
청 왕조 초기에는 북송 때 찍어낸 각본들은 모두 소실되고 포한지가 찍어낸 것 가운데 《주비산경》, 《손자산경》, 《오조산경》, 《집고산경》, 《오경산술》, 《하후양산경》의 6부에 《구장산술》의 일부 잔본만이 남아 있었다. 모의(毛扆)가 입수한 이들 7부, 남송의 포한지가 찍어낸 각본 및 영인본이 급고각본(汲古閣本, 타이베이의 국립고궁박물원 소장)이다. 청의 학자 대진은 《영락대전》에서 《주비산경》, 《구장산술》, 《해도산경》, 《손자산경》, 《오조산경》, 《오경산술》, 《하후양산경》 등 7부의 산서 내용을 뽑아 《무영전취진판총서》(武英殿聚珍版丛书)에 실었고, 또 급고각총서에서 《장구건산경》과 《집고산경》 그리고 《수술기유》의 내용을 뽑았다. 이렇게 10부의 산경들을 모아 교감을 행하고, 그림을 그리고 주해를 붙인 것이 《사고전서》의 저본이 되었다.

건륭 39년에 간행된 《사고전서》에는 《주비산경》과 《음의》, 《구장산술》, 《해도산경》, 《손자산경》, 《오조산경》, 《오경산술》, 《집고산경》 그리고 《하후양산경》이 수록되었다. 그 후 대진이 또 집고각본을 토대로 이들 10부 산서에 대해 새로 교감을 행하였으며, 대진과 교유가 있었던 사돈가 공계함이 나누어 미파사판(微波榭版)으로 찍어냈는데, 이때 처음으로 산경십서라는 제목을 사용하였다. 

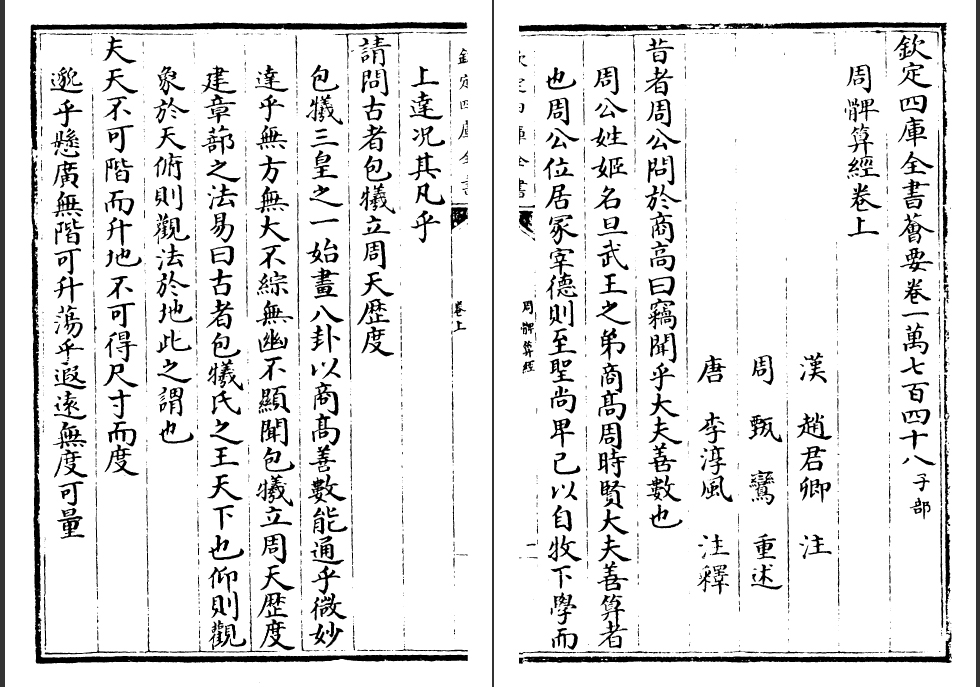
주비산경
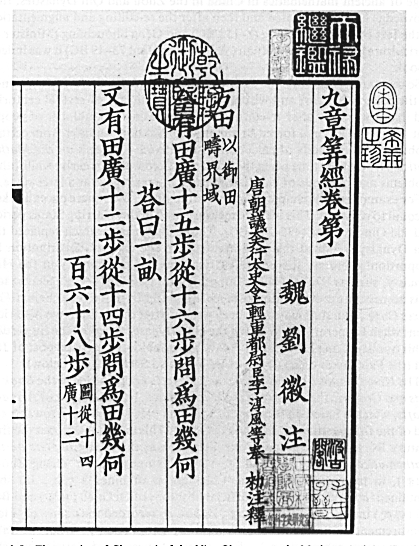
구장산술
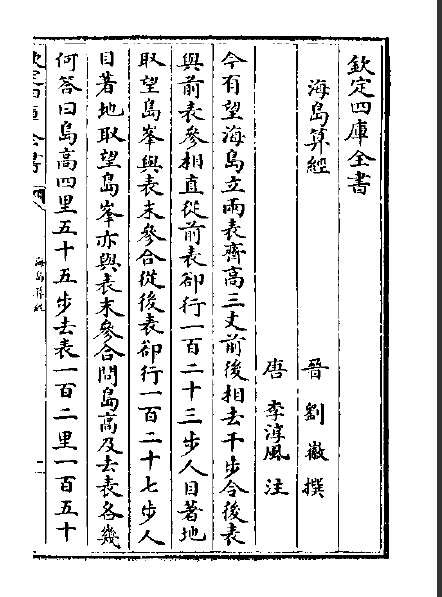
해도산경
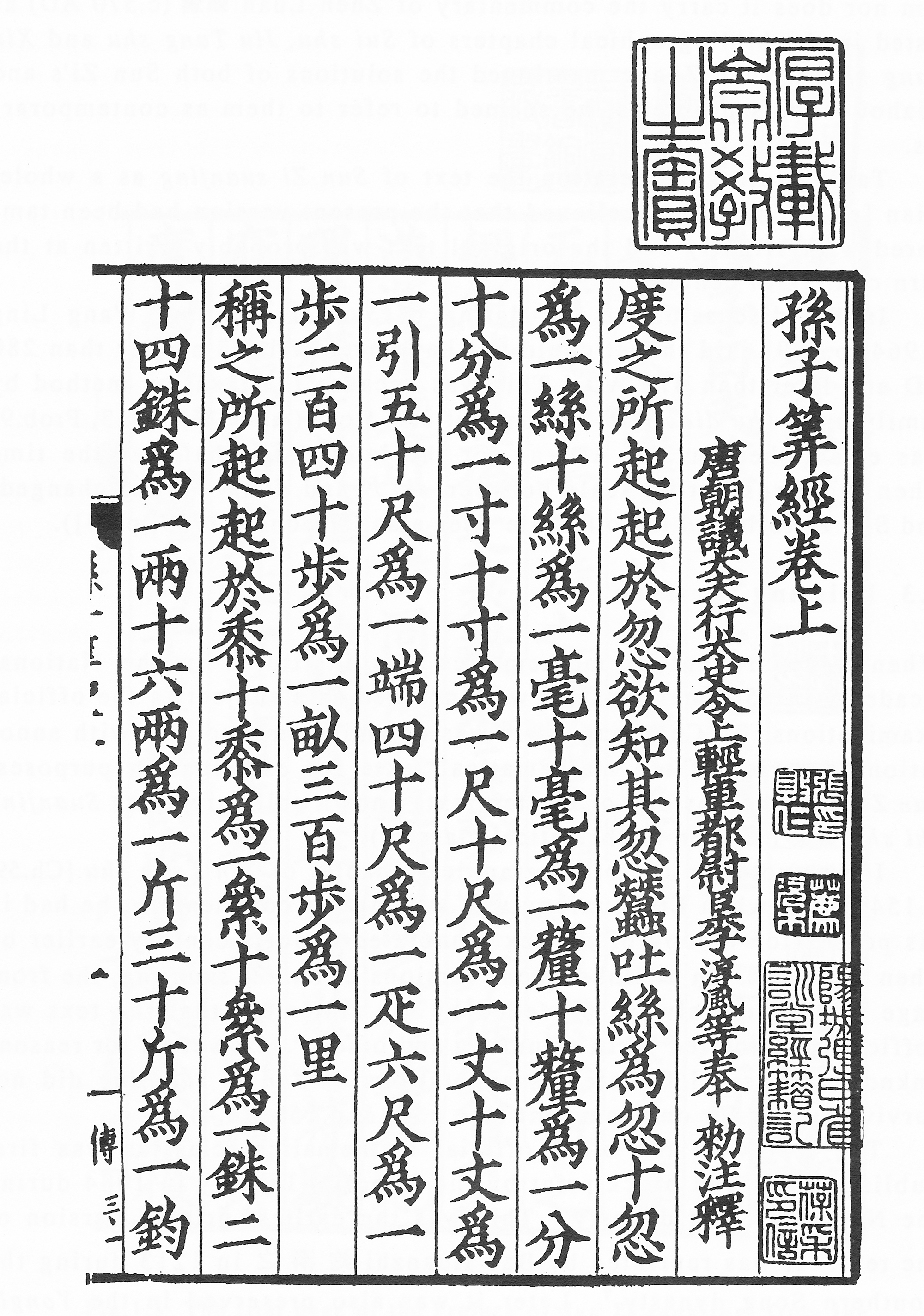
손자산경
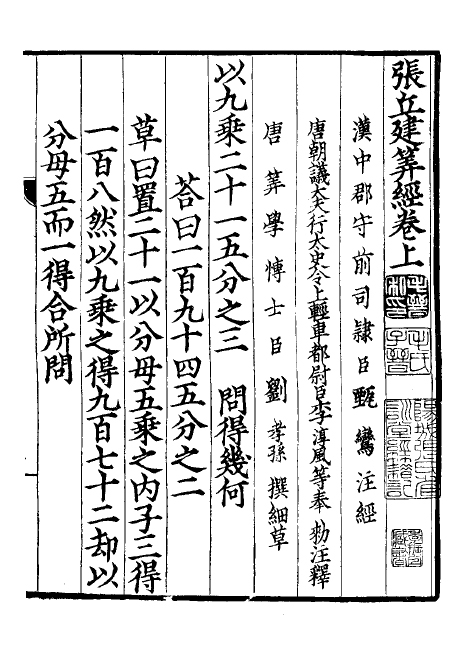
장구건산경
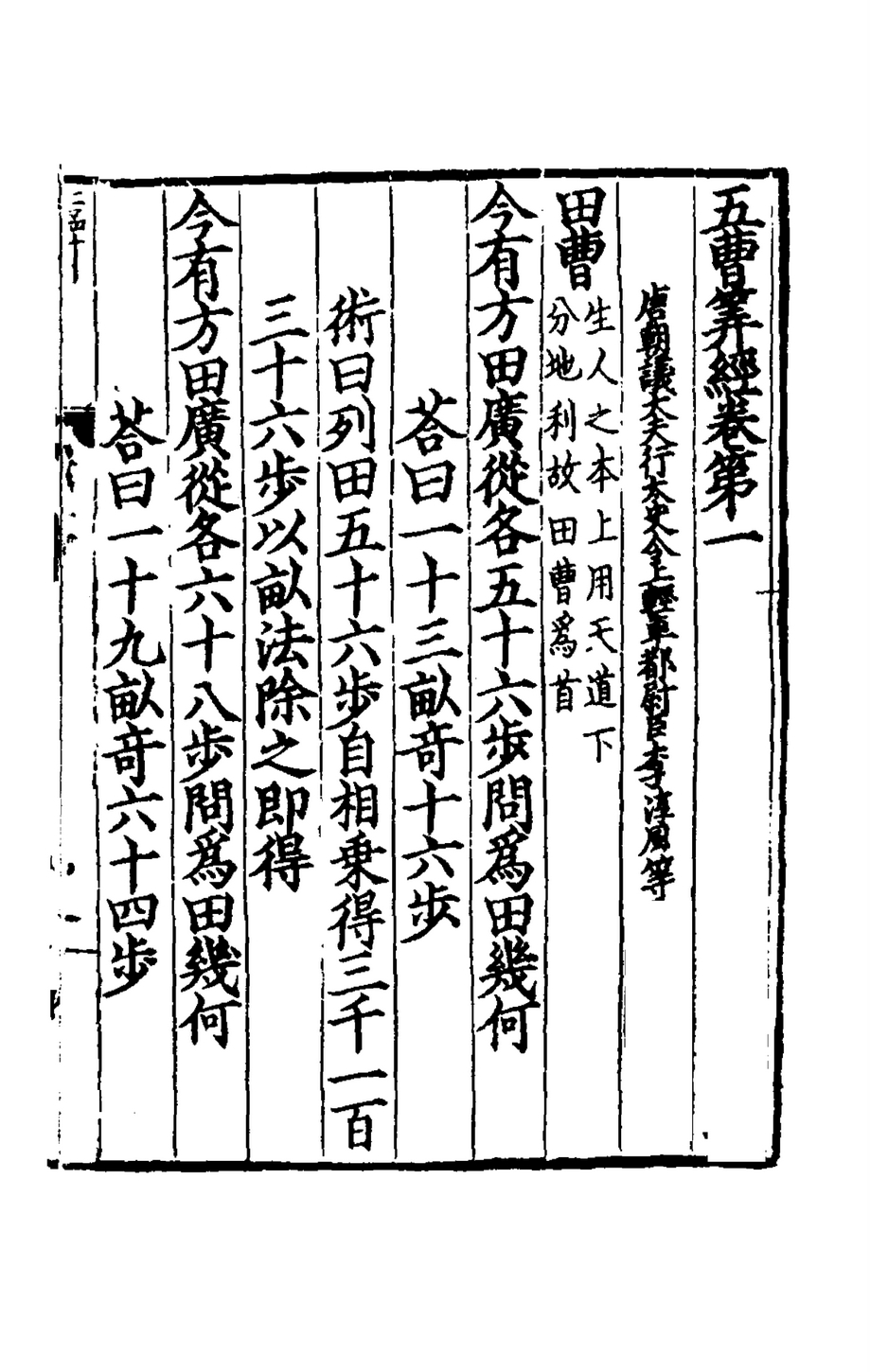
오조산경
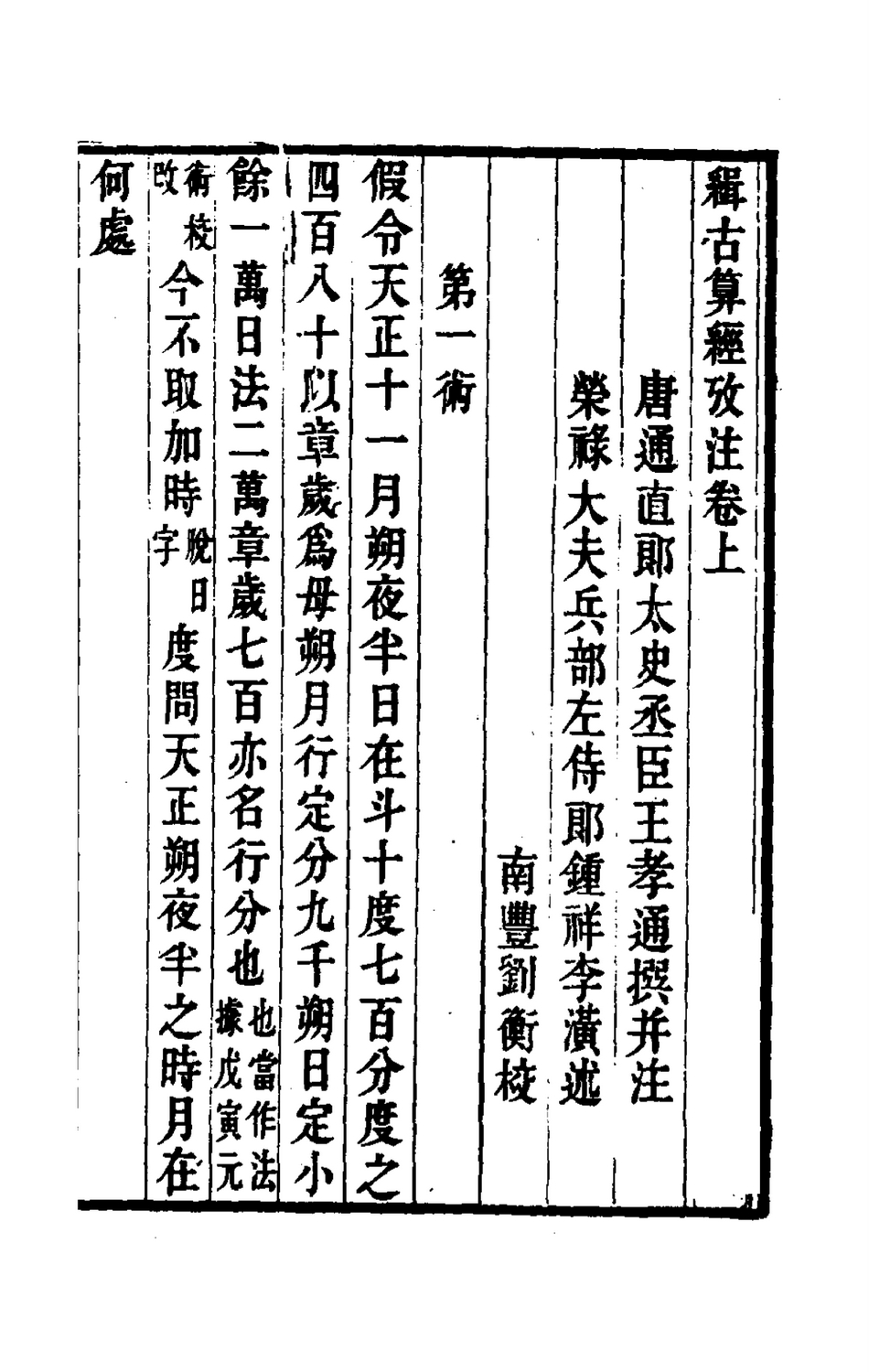
집고산경
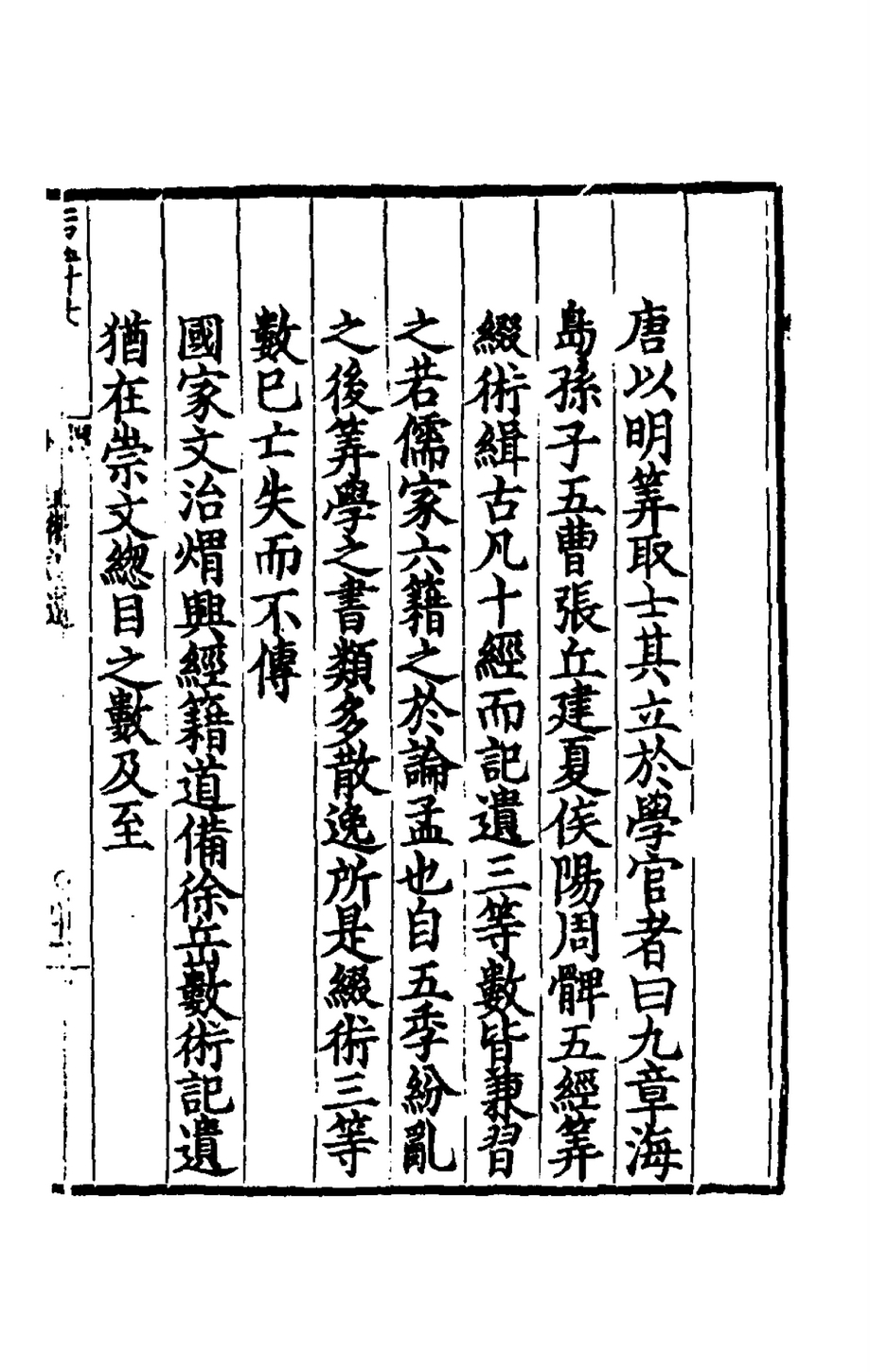
수술기유

## 현대의 영인본 및 교정본
- 1932년, 베이핑의 고궁박물원에서 급고각본 산경을 《천록임랑총서》(天祿琳琅叢書)에 포함시켜 간행했다.
- 1980년, 문물출판사는 기존 상하이 도서관에 소장되어 있던 남송 때 포한지의 각본 6부를 영인하여 《송각산경육종》(宋刻算经六种)이라는 제목으로 간행하였다.
- 1963년, 첸바오충이 대진과 공계함이 간행한 미파사본을 토대로 교감한 《산경십서》가 중화서국을 통해 간행되었다(《李俨钱宝琮科学史全集》권4에 수록).
- 1998년, 궈수춘과 리우춘이 문물출판사에서 펴낸 영인본을 저본으로 교감한 《주해산경》、《장구건산경》、《손자산경》、《오조산경》、《수술기유》 그리고 《구장산술》 앞부분 5권과, 급고각판을 근거로 교감한 《집고산경》과 《하후양산경》 그리고 《구장산술》 뒷부분 4권이 신세기만유문고(新世纪万有文库)에서 펴낸 《산경십서》(2권)로 수록되었고 랴오닝 교육출판사(辽宁教育出版社)를 통해 출판되었다.

## 한국어 번역
2006년에 교우사에서 《동양수학대계》 1, 2로 번역 출간하였다. 상하 2권으로 상권에는 산수서가 포함되어 있으며, 번역자는 차종천이다.

## 메모
1. ↑  郭书春，刘纯校点，《算经十书》《说明》 第二页 辽宁教育出版社 1998
2. ↑  《구당서》권79 이순풍전(李淳風傳): “先是，太史監侯王思辯表稱《五曹》、 《孫子》十部算經，理多踳駁，淳風復與國子監算學博士梁述、太學助教王真儒等受詔註《五曹》、《孫子》十部算經。書成，高宗令國學行用。”《당회요》권16：“顯慶元年十二月十九日，尚書左僕射于志寧奏置，令習李淳風等注解《五曹》、《孫子》等十部算經，分為二十卷行用。”
3. ↑  钱宝琮 《夏侯阳算经考》《李俨.钱宝琮科学史全集》卷9 99-100页
4. ↑  梁启超 《饮冰室合集》 第十卷 《中国近三百年学术史》 342页 中华书局
5. ↑  《李俨.钱宝琮科学史全集》卷9 92